# Henge

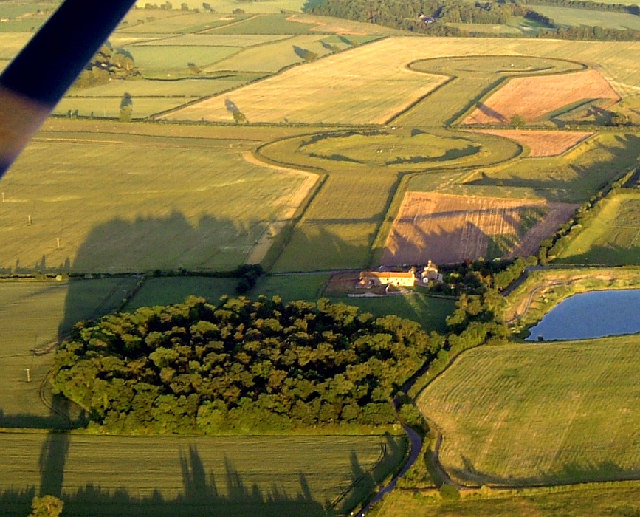
Vista aèria dels henges neolítics de Thornborough, a Yorkshire del Nord, Regne Unit.

Henge (paraula anglesa) és una arquitectura prehistòrica de manera gairebé circular o ovalada, que defineix una àrea de més de 20 metres de diàmetre, i consisteix en una excavació limitada per una rasa i un terraplè. Van ser usualment construïts en el Neolític i se sospita que tenen relació amb actes rituals, si bé el medi acadèmic encara no ha pogut donar una resposta uniforme.

## Tipus
- Henge: té entre 20 i 300 m de diàmetre. Sol haver-hi petites evidències d'ocupació al seu interior i té estructures rituals en cercles de pedra.[1]
- Minihenge: de menys de 20 m de diàmetre. També se sol anomenar monument hengiforme o Henge de Dorchester.
- Superhenge o recinte-henge (Henge enclosure, en anglès): presenten mostres d'ocupació i solen tenir més de 300 m de diàmetre.[2]